# Mycogalopsis
Mycogalopsis es un género de hongos de la familia Pyronemataceae.